# Fankomat
Fankomat – drugi album grupy Blenders, wydany 15 lipca 1996 roku nakładem wydawnictwa Polton.
Album osiągnął status złotej płyty.

## Lista utworów
źródło:.
1. „Kto pyta wielbłądzi” – 3:17
2. „Trują nas” – 3:37
3. „Biribomba” – 3:13
4. „Mała obawa” – 3:52
5. „Füdek ama tekék” – 4:49
6. „Ciągnik” – 3:40
7. „Drowned In Rain” – 3:27
8. „I see” – 2:21
9. „Brother anyway” – 5:10
10. „Latem” – 4:09

## Muzycy
źródło:.
- Marcel Adamowicz – śpiew
- Szymon Kobyliński – gitara, śpiew
- Glenn Meyer – śpiew
- Mariusz Noskowiak – perkusja
- Sławomir Urbański – gitara basowa
- Tomasz Urbański – gitara

gościnnie
- Tomasz Bonarowski – instrumenty klawiszowe